# Mísia
Mísia (* 18. Juni 1955 in Porto; eigentlich Susana Maria Alfonso de Aguiar; † 27. Juli 2024 in Lissabon) war eine portugiesische Fado-Interpretin (Fadista). Sie brachte traditionellen Fado mit neuer Instrumentierung, anderen Vertonungen und zeitgenössischen Texten zur Aufführung.

## Biographie
Mísia wurde in Porto geboren und war die Tochter einer aus Barcelona stammenden Tänzerin und eines portugiesischen Ingenieurs. Als sie vier Jahre alt war, trennten sich ihre Eltern und sie wuchs bei ihrer Großmutter, einer ehemaligen Revue-Tänzerin, auf. Die Mutter brachte von ihren Tourneen Musik aus aller Welt mit. Noch vor ihrem 20. Geburtstag zog sie nach Spanien und begann in Barcelona aufzutreten. Nach der Lektüre einer Biographie über die Pariser Muse und Mäzenin Misia Sert gab sie sich den Künstlernamen Mísia mit portugiesischem Akut. Anfang der 1990er-Jahre ging sie zurück nach Portugal und gab dort und auch weltweit Konzerte. Ihr Debütalbum erschien 1991.
Mísia vertonte Texte bekannter Autoren neu und zeitgenössische Autoren texteten für sie, wie etwa der Literaturnobelpreisträger José Saramago, Lídia Jorge oder Vasco Graça Moura. Ihr Gesang wurde nicht ausschließlich von der portugiesischen Gitarre (Guitarra Portuguesa) getragen, sondern auch von anderen Instrumenten begleitet. So benutzte sie neben den klassischen Fado-Instrumenten Gitarre (Viola do Fado), portugiesische Gitarre und akustischer Bass (Viola Baixo) für den Fado eher ungewöhnliche Instrumente wie Geige, Akkordeon und Klavier.
Auf vielen Tourneen unter anderem nach Asien, Nord- und Südamerika sowie durch Europa wurde auch außerhalb Portugals ein internationales Publikum auf Mísia und ihren Fado aufmerksam. Dabei brachte sie das Genre oft als erste Künstlerin in vielen Konzertsälen und auf Festivals zur Aufführung, zum Beispiel in der Berliner Philharmonie, der Musikhalle Hamburg, dem Wiener Konzerthaus, dem Théâtre des Champs-Élysées Paris und dem Amphitheater Herodium Atticus der Akropolis in Athen, sowie auf dem Montreux Jazz Festival, der Midem Cannes und dem WOMAD-Festival in Adelaide. Auch in Hongkong und Japan war Mísia ab Mitte der 1990er Jahre regelmäßig zu hören.
Nach einer Rückorientierung zur traditionellen Instrumentierung in ihrer Einspielung Ritual (2001), die unter anderem wegen der mitwirkenden Musiker als eine Hommage an Amália Rodrigues bewertet wurde, überschritt sie mit Canto (2003) wieder die Grenzen des Genres durch eine Bearbeitung von Werken des portugiesischen Komponisten und Gitarristen Carlos Paredes für kleines Streichensemble, klassischer Fadobesetzung und Singstimme. Auf ihrem 2005 erschienenen Album Drama Box, auf der neben Fados Tangos und Boleros zu hören sind, zeigte sie Parallelen der Genres auf und bezog sich damit zugleich auch auf ihre katalanischen Wurzeln mütterlicherseits. 
Als Mísia 2016 an Krebs erkrankte, verarbeitete sie diese Krankheitsgeschichte in ihrem Werk Pura Vida. Zeitgleich mit ihrer Autobiographie erschien 2022 ihr letztes Album, Animal Sentimental, auf dem sie nochmals ihr Leben Revue passieren ließ, auch düstere Kapitel wie die Vergewaltigung in der Ehe und ihre angegriffene Gesundheit. Mísia erlag ihrer Krebserkrankung am 27. Juli 2024 in Lissabon.

## Künstlerische Zusammenarbeit
Auf Tonträger, Video und Bühne arbeitete Mísia häufig mit anderen Künstlern zusammen. Dazu zählen zum Beispiel die Schauspielerinnen Fanny Ardant (Drama Box), Isabelle Huppert (Bühne) und Maria de Medeiros (Bühne, Drama Box), der Filmregisseur Patrice Leconte (Duas Luas, Video Clip), der Choreographen Bill T. Jones (Bühne), die Sängerinnen Maria Bethânia (Bühne) und Ute Lemper (Drama Box), die Pianistin Maria João Pires (Paixoes Diagonais), die Malerin Bela Silva (Drama Box) und die Fotografin Sophie Calle (Drama Box, Bühne). Für das 2016 erschienene Album Do Primeiro Fado Ao Ultimo Tango entstand ein Song zusammen mit Iggy Pop. Zudem wurde ihre Musik verschiedentlich als Filmmusik verwendet. 2003 strahlte arte Carmen Castillos Dokumentarfilm Mísias Fado aus.

## Auszeichnungen
Für ihr künstlerisches Werk erhielt Mísia verschiedene internationale Auszeichnungen, unter anderem 2004 die große Vermeil Medaille (Grande Médaille de Vermeil) des Bürgermeisters der Stadt Paris, eine Auszeichnung zum Ritter im Orden der Künste und der Literatur (Chevalier des Arts et Lettres) der französischen Regierung (2004) und den Preis der deutschen Schallplattenkritik (Vierteljahresliste) für Canto (2003) und Pura Vida (2019). Als Künstlerin war Mísia nicht nur „inoffizielle Botschafterin“ der Kultur ihres Landes, sondern folgte auch offiziellen Einladungen, zuletzt im Juli 2005 der des portugiesischen Staatspräsidenten Jorge Sampaio zu einem Konzert in Chile anlässlich seines dortigen Staatsbesuches.

## Diskografie
- 1991: Mísia
- 1993: Fado
- 1995: Tanto Menos, Tanto Mais
- 1998: Garras dos Sentidos
- 1999: Paixões Diagonais
- 2001: Ritual
- 2003: Canto sur des musiques de Carlos Paredes
- 2005: Drama Box
- 2009: Ruas
- 2011: Senhora Da Noite
- 2014: Delikatessen Café Concerto
- 2015: Para Amália
- 2016: Do Primeiro Fado Ao Ultimo Tango
- 2019: Pura Vida (Soundtrack)
- 2022: Animal Sentimental

## Filme
- Carmen Castillo: Mísia in Paris: Lisboarium. arte, 9. Februar 2009, archiviert vom Original am 18. April 2013; abgerufen am 25. Dezember 2017.
Der Konzertabend „Lisboarium“ im Théâtre des Bouffes du Nord am 17. Februar 2007 wird zwischen den Stücken mit einem Interview in ihrer Wohnung und Aufnahmen in Paris ergänzt.
- Mísias Fado. Musikdokumentation, Frankreich 2003, 43 Min., Regie: Carmen Castillo, Produktion: Arte France, deutsche Erstsendung: 12. Juni 2005, Mísias Fado (Memento vom 19. Dezember 2015 im Internet Archive)